# The Witcher 3: Wild Hunt
The Witcher 3: Wild Hunt es un videojuego de rol desarrollado y publicado por la compañía polaca CD Projekt RED. Esta compañía es la desarrolladora mientras que la distribución corre a cargo de la  Warner Bros. Interactive, en el caso de Norteamérica y Bandai Namco para Europa. Fue anunciado en febrero de 2013 y su lanzamiento tuvo lugar a nivel mundial el 19 de mayo de 2015 para PlayStation 4, Xbox One, Microsoft Windows para después llegar a Nintendo Switch el 15 de octubre del 2019. El juego es la tercera parte de la saga, precedido por The Witcher y The Witcher 2: Assassins of Kings, las cuales están basadas en la saga literaria de Geralt de Rivia escrita por Andrzej Sapkowski.
Es un juego R.P.G.  en tercera persona. El jugador controla al protagonista Geralt de Rivia, un cazador de monstruos conocido como Lobo Blanco, es un brujo, el cual emprende un largo viaje a través de Los reinos del norte. El jugador lucha contra el peligroso mundo mediante magia y espadas, mientras interactúa con los NPC y completa tanto misiones secundarias como la misión principal de la historia, La cual es encontrar a la hija adoptiva de Geralt, Ciri, y detener la profecía del invierno blanco. 
El juego ha sido aclamado por la crítica y ha obtenido un éxito financiero, vendiendo más de 6 millones de copias en seis semanas. También ha ganado múltiples premios al mejor juego del año, otorgado por diversas revistas especializadas, por críticos y por galas de premios, incluyendo el Golden Joystick Awards, The Game Awards y Game Developers Choice Awards.
Se han lanzado dos expansiones para este juego: Hearts of Stone y Blood and Wine.

## Jugabilidad
The Witcher 3: Wild Hunt es un juego de rol de acción con una perspectiva en tercera persona. Los jugadores controlan a Geralt de Rivia, un cazador de monstruos conocido como brujo. Geralt camina, corre, rueda y esquiva, y (por primera vez en la serie) salta, trepa y nada. Tiene una variedad de armas, incluidas bombas, una ballesta y dos espadas (una de acero y otra de plata). La espada de acero se usa principalmente para matar humanos mientras que la espada de plata es más efectiva contra criaturas y monstruos. Los jugadores pueden sacar, cambiar y envainar sus espadas a voluntad. Hay dos modos de ataque cuerpo a cuerpo; los ataques ligeros son rápidos pero débiles, y los ataques pesados son lentos y fuertes. Los jugadores pueden bloquear y contrarrestar los ataques enemigos con sus espadas. Las espadas tienen resistencia limitada y requieren reparación regular. Además de los ataques físicos, Geralt tiene cinco signos mágicos a su disposición: Aard, Axia, Igni, Yrden y Quen. Aard hace que Geralt desate una explosión telequinética, Axii confunde a los enemigos y los ralentiza, Igni los quema, Yrden los ralentiza (además de actuar como trampa para apariciones) y Quen ofrece a los jugadores un escudo protector temporal. Los signos usan resistencia y no pueden usarse indefinidamente.  Los jugadores pueden usar mutágenos para aumentar el poder mágico de Geralt. Pierdes salud cuando eres atacado por enemigos, aunque usar armadura puede ayudar a reducir la pérdida de salud. La salud se restaura con la meditación o los consumibles, como alimentos y pociones. Los jugadores ocasionalmente controlan a Ciri, la hija adoptiva de Geralt, que puede teletransportarse distancias cortas. El juego tiene inteligencia artificial avanzada (IA) receptiva y entornos dinámicos. El ciclo día-noche influye en algunos monstruos (un hombre lobo se vuelve poderoso durante la noche de luna llena, hay apariciones que solo se muestran al mediodía, etc.). Los jugadores pueden aprender sobre sus enemigos y prepararse para el combate leyendo el bestiario del juego. Cuando matan a un enemigo, pueden saquear su cadáver en busca de objetos de valor. El sentido de brujo de Geralt permite a los jugadores encontrar objetos de interés, incluidos elementos que se pueden recoger y vender. Los artículos se almacenan en el inventario, que se puede ampliar comprando actualizaciones (mediante las alforjas o una habilidad pasiva). Los jugadores pueden vender objetos a vendedores o utilizarlos para crear pociones y bombas. Pueden visitar a los herreros para crear nuevas armas y armaduras con lo que han reunido. Existen dos tipos de artesanos que fabrican armaduras o armas (si fabrican armas no pueden fabricar armaduras y viceversa). El precio de un artículo y el costo de su elaboración dependen de la economía local de una región. 
El juego se centra en la narrativa y tiene una serie de opciones de diálogo que permiten a los jugadores elegir cómo responder a los personajes. Geralt debe tomar decisiones que cambien el estado del mundo y conduzcan a 36 finales posibles, que afecten la vida de los personajes del juego. Puede tener una relación romántica con algunos de los personajes femeninos del juego completando ciertas misiones. Además de las misiones principales, los libros ofrecen más información sobre el mundo del juego. Los jugadores pueden comenzar misiones secundarias después de visitar el tablón de anuncios de una ciudad. Estas misiones secundarias incluyen: Contratos de brujo (misiones elaboradas que requieren que los jugadores cacen monstruos) y misiones de Búsqueda del Tesoro, que recompensan a los jugadores con armas o armaduras de primer nivel (además de otras donde los personajes te pedirán cosas variadas como investigar un robo,etc.). Los jugadores ganan puntos de experiencia al completar misiones.  Cuando un jugador gana suficiente experiencia, el nivel de Geralt aumenta y el jugador recibe puntos de habilidad. Dichos puntos pueden usarse en cuatro árboles de habilidades: combate, signos, alquimia y general. Las mejoras de combate mejoran los ataques de Geralt y desbloquean nuevas técnicas de lucha; las actualizaciones de signos le permiten usar la magia de manera más eficiente, y las actualizaciones de alquimia mejoran las habilidades de elaboración. Las actualizaciones generales tienen una variedad de funciones, desde aumentar la vitalidad de Geralt hasta aumentar el daño de la ballesta.  El mundo abierto del juego se divide en varias regiones. Geralt puede explorar cada región a pie o en transporte, como un bote. Sardinilla, su caballo, puede ser convocado a voluntad. Los jugadores pueden matar enemigos con su espada mientras montan a Sardinilla, pero una presencia enemiga puede asustar al caballo y desbancar a Geralt. Se pueden encontrar puntos de interés en el mapa, y los jugadores reciben puntos de experiencia después de completar mini-misiones en estas regiones. Los jugadores pueden descubrir lugares de poder para obtener puntos de habilidad adicionales. Otras actividades incluyen carreras de caballos, boxeo y un juego de cartas llamado Gwynt. (cuya mecánica se expandió a un juego independiente). En este juego de cartas tienes una serie de cartas que se dividen en el tablero en cuatro tipos: combate a distancia, combate cuerpo a cuerpo y combate de asedio. También hay cartas especiales que tienen diversos efectos a lo largo de una ronda (cartas climáticas) y también están las cartas de los líderes; que pueden ser utilizadas para conseguir bonificaciones en una ronda.
En el trayecto de la historia, Geralt tendrá que ir recorriendo todo "El Continente" para encontrar a Ciri. El continente está compuesto por zonas distintas, las cuales se pueden seleccionar en el mapa, y viajar de una a otra mediante la opción de "Viaje Rápido" que el juego brinda al jugador. Estas zonas tienen nombre propio y son las siguientes: Huerto Blanco, Velen, Kaer Morhen, Novrigado, Wyzima y las Islas Sekellige (las zonas son desbloqueadas mediante el jugador avanza en el juego). En cuanto a la opción de "Viaje Rápido", se pueden ver en el mapa del juego como postes de color verde que se encuentran en la mayoría de los pueblos alrededor del mapa, e incluso a veces en cualquier camino: comúnmente se pueden hallar en cruces donde se abren dos caminos distintos.

## Requisitos mínimos
Sistema operativo: Windows 7, Windows 8 (8.1) o Windows 10 (64 bits)
Procesador: Intel CPU Core i5-2500K 3.3GHz / AMD CPU Phenom II X4 940
Memoria: 6 GB RAM
Tarjeta gráfica: Nvidia GPU GeForce GTX 660 / AMD GPU Radeon HD 7870
Espacio en disco: 35 GB

## Historia

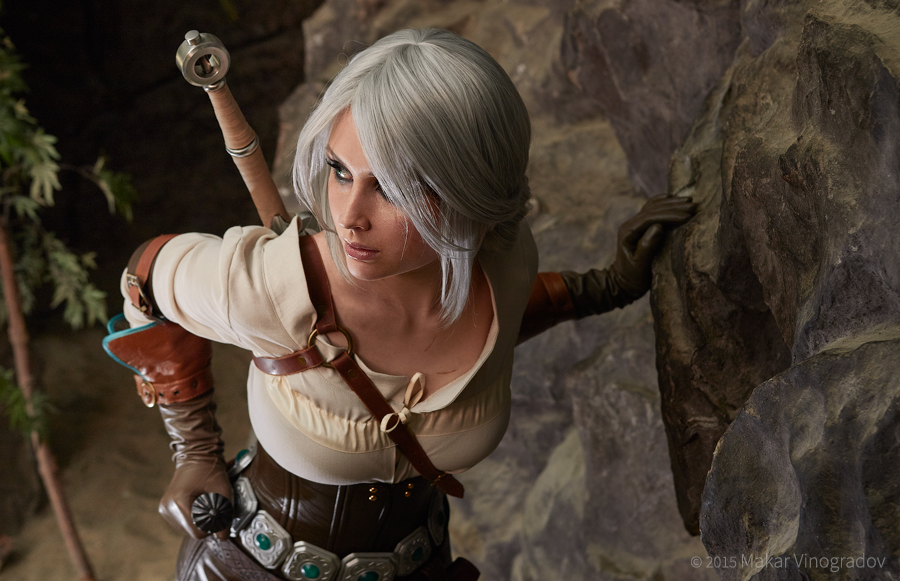
Ciri.

La historia se centra en el personaje Geralt de Rivia, quien recibe una carta de su amante Yennefer de Vengerberg diciendo que necesita localizarlo lo antes posible. Geralt, después de encontrar a su amante, conoce que Ciri, nieta de Calenthe y exalumna del mismo personaje, es buscada por La Cacería Salvaje, un grupo antiguo de espectros que están liderados por el Rey de La Cacería Salvaje. Tras varios sucesos que llevan al personaje principal a buscar a Ciri en la gran ciudad de Novigrado, en las islas Skellige y en las tierras de Velen, Geralt aprende que La Cacería Salvaje busca una manera de que se cumpla la Profecía de Ithlinne, la cual dice que el universo será destruido por el Frío Blanco. Ciri, debido a que es hija de la sangre vieja, es la única que puede destruir esta profecía y salvar al mundo.

## Desarrollo
The Witcher 3: Wild Hunt presenta en la última saga de Geralt de Rivia un mundo inmensamente grande y abierto con una historia no lineal, con un sistema de combate táctico y ambiente lleno de detalles. Este mundo está poblado de habitantes inteligentes y animados por la nueva mecánica que hace del juego más dinámico y real. 
Los jugadores podrán desplazarse por este mundo, presenciando el amanecer o atardecer, soportando una lluvia torrencial o un calor sofocante, cazando bestias y presas, defendiendo pueblos. El nuevo sistema de economía en el juego permitirá variar el precio de las mercancías sobre la base de las condiciones del entorno o de su lugar de origen, animando a los jugadores a buscar a través de la caza y la recolección de elementos que están en demanda. Con un enfoque de nueva concepción de la narración, el juego será accesible a los recién llegados y los fanes de antaño, y un tutorial facilita a los jugadores en el juego. El combate ha sido rediseñado para combinar elementos de RPG tradicionales con la velocidad y precisión de un juego de lucha dedicada.
CD Projekt asegura que el juego no tendrá DRM si lo compran directamente en GOG, como forma de agradecer a compradores legales. Pero no puede garantizarlo en el caso de los DRM de terceros distribuidores.

## Lanzamiento

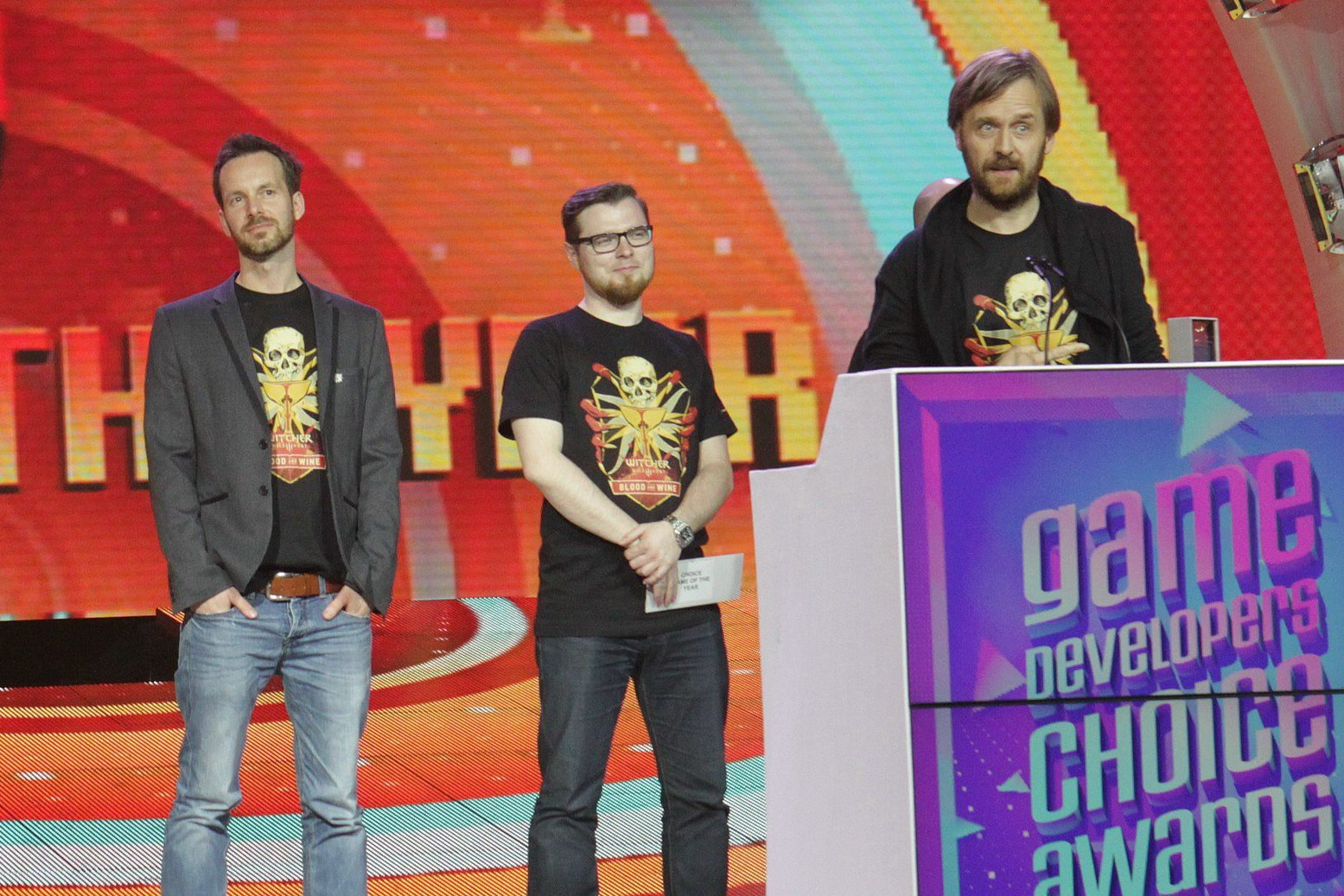
The Witcher 3 en los Game Developers Choice Awards.

El 30 de mayo de 2012, después de anunciar la compañía CD Projekt RED el nuevo videojuego en que trabajan Cyberpunk 2077 insertan al final del teaser unas imágenes sobre el avanzado juego que estaban desarrollando en secreto, días después darán a confirmar que ese juego es The Witcher 3: Wild Hunt.
Aunque se esperaba tener el juego listo para su estreno a finales de 2014, CD Projekt RED decidió aplazar el lanzamiento del juego hasta 2015. Al final, la fecha oficial de salida quedó para el 19 de mayo de 2015.

## Contenido adicional
El contenido de The Witcher 3: Wild Hunt se expande en primer lugar con los DLC gratuitos que CD Projekt RED ha distribuido tras el lanzamiento del juego y que incluyen trajes alternativos, conjuntos de armaduras para Geralt y su caballo Sardinilla y misiones extra. En segundo lugar, el juego se verá ampliado con el lanzamiento de dos expansiones: Hearts of Stone y Blood and Wine. El estudio ha estimado que la duración de la primera expansión será de 10 horas y la segunda de 20 horas, igualando al menos la duración de The Witcher 2: Assassins of Kings. Estas expansiones son de pago y forman parte del pase de temporada del juego. La expansión Hearts of Stone está disponible desde el 13 de octubre de 2015.

## Premios
| Premio                                                  | Categoría | Resultado |
| ------------------------------------------------------- | --------- | --------- |
| The Game Awards 2015                                    |           |           |
| Desarrollador del Año (CD Projekt RED)                  | Ganador   |           |
| Juego del Año                                           | Ganador   |           |
| Mejor Juego de Rol                                      | Ganador   |           |
| Mejor Narrativa                                         | Nominado  |           |
| Mejor Dirección Artística                               | Nominado  |           |
| Mejor banda sonora                                      | Nominado  |           |
| Mejor Interpretación (Doug Cockle como Geralt de Rivia) | Nominado  |           |
| Premios GameSpot 2015                                   |           |           |
| Juego del Año                                           | Ganador   |           |
| Mejor Juego de PC                                       | Ganador   |           |
| Mejor Juego de Xbox One                                 | Ganador   |           |
| Mejor Juego de PlayStation 4                            | Ganador   |           |
| Excelencia                                              |           |           |
| Premios Famitsū 2015                                    | Ganador   |           |